# Ursulakerk (Welsrijp)
De Ursulakerk is een kerkgebouw in Welsrijp in de Nederlandse provincie Friesland. Het kerkgebouw is een rijksmonument.

## Beschrijving
De kerk uit circa 1200 was oorspronkelijk gewijd aan de heilige Ursula van Keulen. De eenbeukige kerk heeft een vijfzijdig gesloten koor. In 1515 werd de kerk door de Zwarte Hoop in brand gestoken. In de 18e eeuw werd de noordgevel vernieuwd. In 1892 werd de rest van de kerk ommetseld en werd de bouwvallige zadeldaktoren vervangen door een houten geveltoren met ingesnoerde stompe spits. De luidklok uit 1948 is gegoten door Van Bergen uit Midwolda. Het mechanische torenuurwerk uit 1902 van De Looze uit Leeuwarden is buiten gebruik.
Het interieur wordt gedekt door een houten tongewelf (1515). De preekstoel en doophek werden in 1759 door Johannes Hardenberg vervaardigd. In 1955 verkocht men het oude orgel aan de Meinardskerk in Minnertsga. Het nieuwe orgel werd gemaakt door Pels.

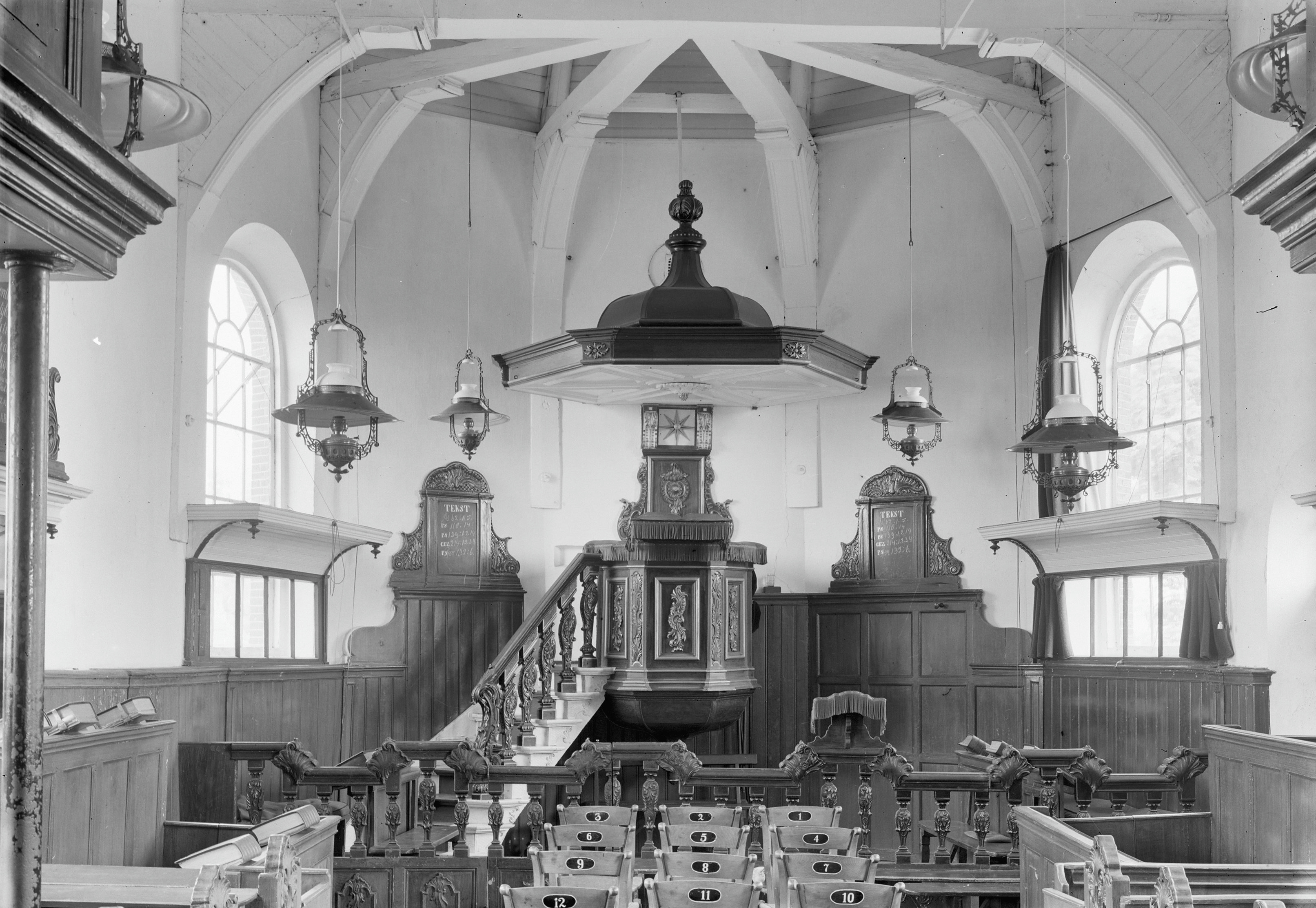
Interieur met preekstoel (1947)
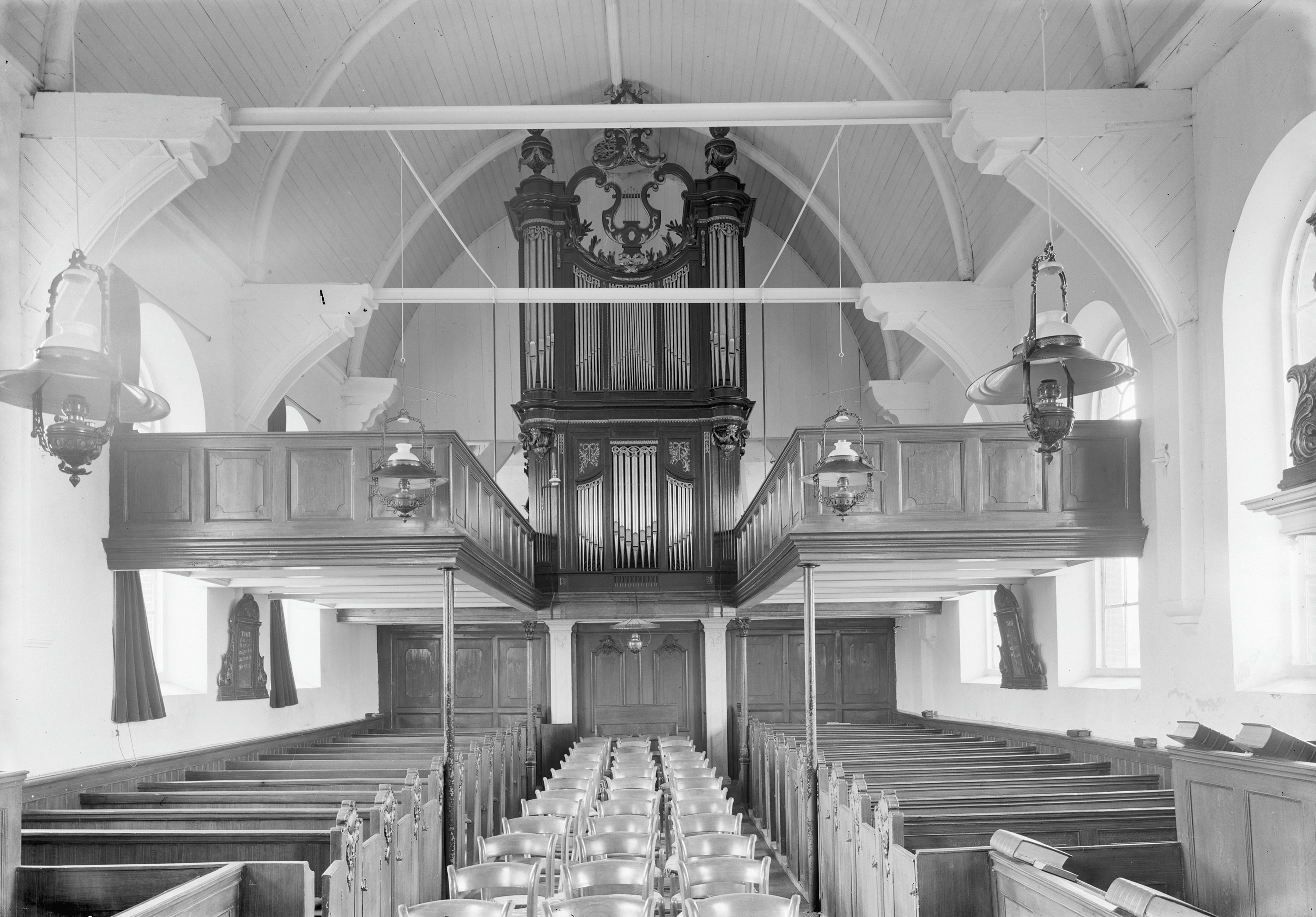
Interieur met orgel